# Giant Stones von Hamnavoe

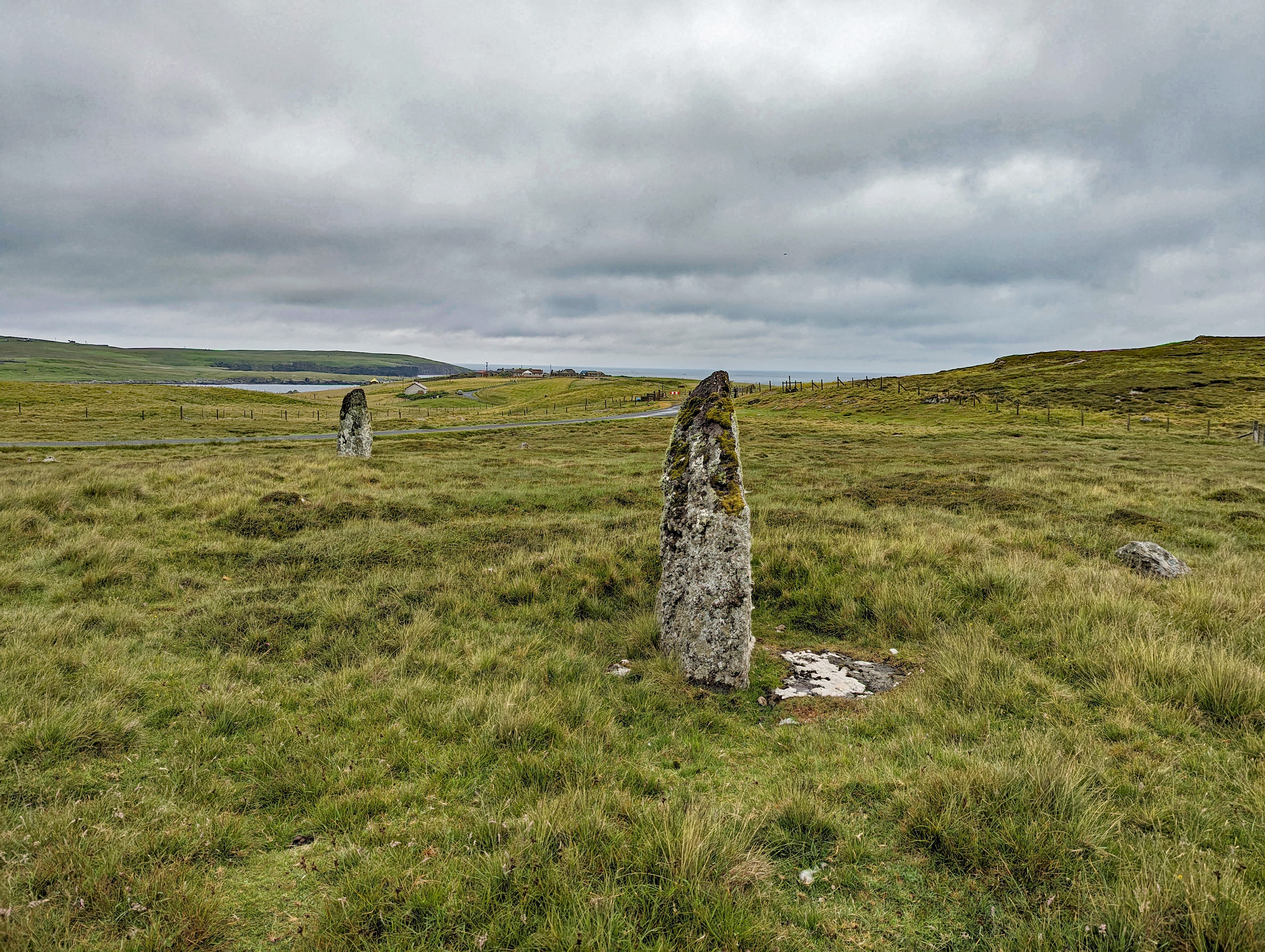
Giant Stones, Hamnavoe, Eshaness

Die Giant Stones von Hamnavoe sind ein Steinpaar (der Rest einer Steinreihe) östlich von Hamnavoe im Nordwesten der Shetlandinsel Mainland in Schottland. Ein dritter Stein ist seit dem 18. Jahrhundert verschwunden.
Die Giant Stones (deutsch Riesensteine) befinden sich etwa sieben Meter voneinander entfernt, nördlich der B9078 auf einer Ost-West-Achse. Die Menhire (englisch Standing stones) sind 2,4 m und 1,8 m hoch. Der östliche misst an der rechteckigen Basis etwa 1,5 × 0,45 m und hat eine spitze Oberseite. Der westliche misst an der rechteckigen Basis 1,25 × 0,28 m und verjüngt sich oben allmählich.
Die Steine sind als Scheduled Monument geschützt.
Der Eshaness Broch am Loch of Houlland liegt auf der Westseite der Halbinsel.